# Nebenanlage (Denkmalschutz)
Nebenanlagen im Sinne des Denkmalschutzes sind beispielsweise Hintergebäude, Hofbereiche, Einfriedungen, Vorgärten, Brunnen, Teiche, Außenanlagen oder andere zum Grundstück gehörende Freiflächen. Diese können ebenfalls unter Schutz gestellt werden.
Sie sind oft eng mit dem Hauptdenkmal verbunden und tragen zur historischen Bedeutung und Integrität des Gesamtensembles bei. Im Denkmalschutz werden sowohl das Hauptdenkmal als auch die Nebenanlagen geschützt und erhalten, um die historische Substanz und den Charakter des Ortes zu bewahren.
Dem liegt der Gedanke zu Grunde, dass sich der schützenswerte Charakter eines Denkmals aus seinem Kontext ergibt, der auch an sich, also isoliert betrachtet, nicht schützenswerte Elemente umfassen kann. Das Denkmalschutzgesetz von Rheinland-Pfalz definiert beispielsweise: „Gegenstand des Denkmalschutzes ist auch die Umgebung eines unbeweglichen Kulturdenkmals, soweit sie für dessen Bestand, Erscheinungsbild oder städtebauliche Wirkung von Bedeutung ist.“